# 金子順一
金子 順一（かねこ じゅんいち、1953年11月1日 - ）は、日本の官僚。厚生労働省大臣官房長、労働基準局長、厚生労働事務次官を歴任し、退官後、ボストン・コンサルティング・グループシニアアドバイザー、全国シルバー人材センター事業協会会長、タダノ取締役等に就任。

## 人物
東京都出身。1976年に一橋大学商学部を卒業し、労働省入省。大学では宮川公男ゼミナールに参加。入省同期に松井一實広島市長、井原勝介元岩国市長など。旧労働省出身ながら、老健・健康担当の大臣官房審議官を務めるなど、旧厚生省系の分野にも明るい。
2008年厚生労働省労働基準局長に就任。同年に施行された労働契約法につき、参議院厚生労働委員会で日本共産党所属小池晃（参議院議員）からの質問に対し、有期雇用を中途解約する場合の「やむを得ない事由」（第17条第1項）につき、正社員を解雇する場合により限定的に解釈されるべきものとの、従来の判例を踏襲した答弁をした。
2009年には日比谷公園で、宇都宮健児や湯浅誠らにより行われた年越し派遣村に対応した。また、非正規雇用労働者の雇止め法理の判例を法定化するなどの、2012年成立改正労働契約法の実現に尽力した。

## 略歴
- 1976年 一橋大学商学部（宮川公男ゼミナール）卒業、労働省入省
  - 労働大臣官房総務課広報室長
- 1993年 労働省労政局勤労者福祉部福祉課長
- 1996年 労働省職業安定局高齢・障害者対策部企画課長
- 1999年 労働省労政局労働組合課長
- 2001年 厚生労働省大臣官房参事官（人事担当）
- 2002年 厚生労働省大臣官房人事課長
- 2003年 厚生労働省大臣官房審議官（老健・健康担当）
- 2004年 厚生労働省職業安定局高齢・障害者雇用対策部長
- 2005年 厚生労働省大臣官房総括審議官
- 2006年 厚生労働省政策統括官（労働担当）
- 2007年 厚生労働省大臣官房長
- 2008年 厚生労働省労働基準局長
- 2012年 厚生労働事務次官
- 2013年 退官
- 2014年 一般社団法人全国技能士会連合会顧問
- 2015年 大正大学地域構想研究所顧問・客員教授、公益社団法人全国シルバー人材センター事業協会理事（非常勤）
- 2016年 大正大学地域構想研究所特命教授（労務・雇用・移住政策）
- 2017年 ボストン・コンサルティング・グループシニアアドバイザー[5]
- 2019年 公益社団法人全国シルバー人材センター事業協会会長[6]
- 2020年 中小企業福祉事業団顧問[7]、公益財団法人産業殉職者霊堂奉賛会評議員[8]
- 2022年 株式会社タダノ取締役[9]

## 論文等
- 「新春インタビュー/今年[平成21年]の労働基準行政 改正労働基準法の趣旨・内容の周知徹底などに尽力--金子順一・厚生労働省労働基準局長に聞く」（労働基準広報.（1631）、2009年1月1日・11日）]
- 「厚生労働省 誰もが安心して利用できる介護サービスを--介護保険制度見直しの方向性」（財形福祉.30（8）、2004年8月）
- 「平成2年度労働基準行政の重点課題--週44時間制移行等を中心に〔含 質疑応答〕」（労働法学研究会報.41（15）、1990年4月27日）